# Ogniskowa (fotografia)
Ogniskowa w fotografii – ogniskowa obiektywu aparatu fotograficznego. Jest ona parametrem decydującym o kącie widzenia obiektywu.

## Ogniskowa afotografia tradycyjna

Porównanie wielkości matryc w aparatach cyfrowych

W typowym klasycznym aparacie fotograficznym ogniskowa obiektywu standardowego dobrana jest tak, że w przybliżeniu jest równa przekątnej klatki rejestrowanego obrazu (dla fotografii małoobrazkowej – najczęściej stosowanej – gdzie używana jest błona fotograficzna o szerokości 35 mm, wynosi ona 43 mm). Jest to format o rozmiarach klatki wynoszących 24×36 mm (zwany formatem 135 lub w skrócie 35 mm), a kąt widzenia w tym formacie wynosi 53°. Każdy obiektyw o ogniskowej krótszej niż przekątna klatki jest obiektywem szerokokątnym. Z kolei każdy obiektyw o ogniskowej dłuższej od standardowej jest obiektywem długoogniskowym (wąskokątnym).

## Ogniskowa afotografia cyfrowa
Parametry ramki fotografowanego obiektu (rozmiary elementu światłoczułego, matrycy) w fotografii cyfrowej są nieco inne – przekątna matrycy APS-C wynosi standardowo około 28 mm (zależnie od producenta), a matryca klasy 2/3" – około 11 mm. Matryce typu full frame (o przekątnej filmu małoobrazkowego, czyli 43 mm) są natomiast dość rzadkie, głównie ze względu na wysoka cenę aparatów, które mają je zamontowane.
Krótkie ogniskowe, jakie z powodu mniejszej matrycy stosuje się w kompaktowych aparatach cyfrowych przyczyniają się do uzyskiwania dużej głębi ostrości na zdjęciach wykonywanych tymi aparatami zgodnie z zasadą: im krótsza ogniskowa, tym większa głębia ostrości.

## Ekwiwalent ogniskowej

Ekwiwalent ogniskowej

Ekwiwalentem ogniskowej jest wartość, którą otrzymuje się mnożąc ogniskową danego obiektywu przez przelicznik (tzw. mnożnik ogniskowej) podawany dla matrycy aparatu cyfrowego, w którym zamontowano ten obiektyw. W ten sposób można porównać kąty widzenia różnych matryc dla konkretnego obiektywu.
Często błędnie interpretuje się to jako liczbę zwiększającą (lub zmniejszającą) wartość ogniskowej. Ogniskowa obiektywu jest wielkością fizyczną i niezależną od wielkości matrycy aparatu, oznacza to, że konkretny obiektyw zawsze tworzy taki sam obraz, a jedynie matryce inaczej go „widzą”. Ekwiwalent nie ma nic wspólnego z przybliżeniem, czy też powiększeniem obrazu, ponieważ rodzaj matrycy nie zmienia geometrii obiektywu, ani kąta jego widzenia.
Przykłady mnożników ogniskowej (nazywanych crop) dla typowych matryc światłoczułych:
- Matryca APS-C (Nikon DX, Pentax, Sony) – przekątna klatki filmu małoobrazkowego jest ok. 1,5 raza większa od przekątnej matryc APS-C tych firm. W tym przypadku obraz rzutowany np. przez obiektyw o ogniskowej 100 mm, będzie widziany przez matrycę APS-C tak, jakby miał kąt widzenia obiektywu o ogniskowej ok. 150 mm dla matrycy w formacie małoobrazkowym 35 mm (tzw. pełna klatka).
- Matryca APS-C (Canon) – przekątna klatki filmu małoobrazkowego jest ok. 1,6 raza większa od przekątnej matrycy APS-C tej firmy. Obraz rzutowany w tym przypadku przez ten sam obiektyw o ogniskowej 100 mm, będzie widziany przez matrycę APS-C tak, jakby miał kąt widzenia obiektywu o ogniskowej ok. 160 mm dla matrycy w formacie 35 mm.
- Matryca aparatów systemu 4/3 – analogicznie do powyższych, z tą różnicą, że przelicznik wynosi 2, tak więc obraz rzutowany przez obiektyw o ogniskowej 100 mm, będzie widziany przez matrycę 4/3 tak, jakby miał kąt widzenia obiektywu o ogniskowej ok. 200 mm dla matrycy w formacie 35 mm.
- Matryca 2/3" – w przypadku aparatów kompaktowych z matrycą 2/3 przelicznik wynosi 4, tak więc obraz rzutowany przez ten sam obiektyw o ogniskowej 100 mm, będzie widziany przez matrycę 2/3 tak, jakby miał kąt widzenia obiektywu o ogniskowej ok. 400 mm dla matrycy w formacie 35 mm.

Przykład w odwrotną stronę: aparat kompaktowy Canon SX130 ma matrycę 1/2,3" oraz obiektyw zmiennoogniskowy o zakresie 5–60 mm, co przy tym rozmiarze matrycy (crop równy 5,6) przekłada się na odpowiednik 28-336 mm dla matrycy pełnoklatkowej lub 17,5–210 mm dla matrycy APS-C Canona.